# Algonkinska
Algonkinska är ett algonkinspråk som talas av några tusen algonkiner (2680 talare år 2006) i provinserna Québec och Ontario, Kanada. Algonkinska anses vara nära besläktat med Ojibwe.